# Luisa Marie Amélie Tereza Neapolsko-Sicilská
Marie Luisa Neapolsko-Sicilská, italsky Luisa Maria Amelia Teresa di Borbone-Due Sicilie, (27. července 1773 Neapol – 19. září 1802 Vídeň) byla neapolsko-sicilská princezna z rodu Bourbon-Obojí Sicílie a provdaná velkovévodkyně toskánská. Jejím manželem byl vévoda Ferdinand III. Toskánský.

## Původ
Marie Ludovika byla druhou dcerou neapolsko-sicilského krále Ferdinanda I. (1751–1825) a jeho manželky arcivévodkyně Marie Karolíny (1752–1814), dcery císařovny Marie Terezie. Vyrůstala v početné rodině, do jejího sňatku se narodilo dalších 16 sourozenců, z nichž však většina zemřela v dětském věku.
Mariini sourozenci: Marie Tereza, František I., Marie Kristýna, Marie Amálie, Marie Antonie a Leopold Salernský.

## Život

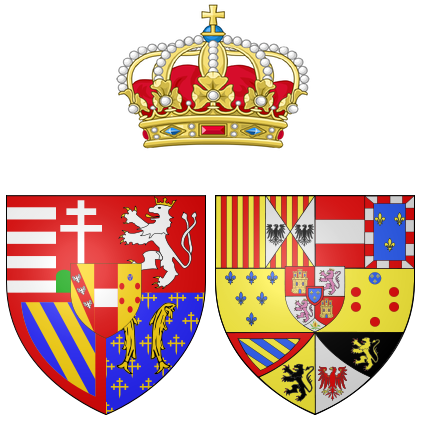
Erb velkovévodkyně Luisy Marie

15. srpna 1790 se v Neapoli provdala (per procuration) za toskánského velkovévodu Ferdinanda III., syna císaře Svaté říše římské Leopolda II. a jeho manželky Marie Ludoviky, přičemž mladí manželé byli nejbližší příbuznými, protože nevěstina matka Marie Karolína a ženichův otec Leopold II. byli sourozenci stejně jako nevěstin otec Ferdinand I. a ženichova matka Marie Ludovika. Současně se její starší sestra Marie Tereza stala manželkou rakouského arcivévody Františka.
Ferdinand vládl v Toskánsku do roku 1801, kdy bylo velkovévodství, po bitvě u Aranjuezu, včleněno do nově vzniklého Etrurského království. V témže roce manželé opustili Toskánsko a uchýlili se do Vídně, kde Luisa při porodu v roce 1802 zemřela. Roku 1803 se Ferdinand stal velkovévodou salcburským a o tři roky později velkovévodou würzburským. Po Napoleonově pádu se vrátil do Toskánska. Znovu se oženil až na sklonku života v roce 1821 a jeho manželkou se stala opět sestřenice a vnučka císařovny Marie Terezie, Marie Ferdinanda Saská.

## Potomci
- Karolína Ferdinanda Tereza (2. srpna 1793 – 5. ledna 1802), rakouská arcivévodkyně a toskánská princezna
- František Leopold (15. prosince 1794 – 18. května 1800), rakouský arcivévoda, toskánský princ a následník velkovévodského trůnu
- Leopold II. (3. října 1797 – 29. ledna 1870), rakouský arcivévoda a toskánský velkovévoda,
⚭ 1817 Marie Anna Saská (15. listopadu 1799 – 24. března 1832)
⚭ 1833 Marie Antonie Sicilská (19. prosince 1814 – 7. listopadu 1898)

- Marie Luisa Josefa (30. srpna 1799 – 15. června 1857), rakouská arcivévodkyně a toskánská princezna, svobodná a bezdětná
- Marie Tereza (21. března 1801 – 12. ledna 1855), ⚭ 1817 Karel Albert I. (2. října 1798 – 28. července 1849), předposlední král sardinsko-piemontský, vévoda savojský, piemontský a aostský
- syn (*/† 19. září 1802)

## Tituly a oslovení
- 27. července 1773 – 15. srpna 1790: Její Královská Výsost princezna Luisa Neapolsko-Sicilská
- 15. srpna 1790 – 19. září 1802: Její Královská Výsost velkovévodkyně toskánská

## Vývod z předků
|                                              |                                             |  |                    |                                          |  |  |  |  |  |  |  | Ludvík Francouzský |
|                                              |                                             |  |                    |                                          |  |  |  |  |  |  |  |                    |
|                                              | Filip V. Španělský                          |  |                    |                                          |  |  |  |  |  |  |  |                    |
|                                              |                                             |  |                    |                                          |  |  |  |  |  |  |  |                    |
|                                              |                                             |  |                    | Marie Anna Bavorská                      |  |  |  |  |  |  |  |                    |
|                                              |                                             |  |                    |                                          |  |  |  |  |  |  |  |                    |
|                                              | Karel III. Španělský                        |  |                    |                                          |  |  |  |  |  |  |  |                    |
|                                              |                                             |  |                    |                                          |  |  |  |  |  |  |  |                    |
|                                              |                                             |  |                    | Eduard Parmský                           |  |  |  |  |  |  |  |                    |
|                                              |                                             |  |                    |                                          |  |  |  |  |  |  |  |                    |
|                                              | Alžběta Parmská                             |  |                    |                                          |  |  |  |  |  |  |  |                    |
|                                              |                                             |  |                    |                                          |  |  |  |  |  |  |  |                    |
|                                              |                                             |  |                    | Dorotea Žofie Falcko-Neuburská           |  |  |  |  |  |  |  |                    |
|                                              |                                             |  |                    |                                          |  |  |  |  |  |  |  |                    |
|                                              | Ferdinand I. Neapolsko-Sicilský             |  |                    |                                          |  |  |  |  |  |  |  |                    |
|                                              |                                             |  |                    |                                          |  |  |  |  |  |  |  |                    |
|                                              |                                             |  |                    | August II. Silný                         |  |  |  |  |  |  |  |                    |
|                                              |                                             |  |                    |                                          |  |  |  |  |  |  |  |                    |
|                                              | August III. Polský                          |  |                    |                                          |  |  |  |  |  |  |  |                    |
|                                              |                                             |  |                    |                                          |  |  |  |  |  |  |  |                    |
|                                              |                                             |  |                    | Kristýna Eberhardýna Hohenzollernská     |  |  |  |  |  |  |  |                    |
|                                              |                                             |  |                    |                                          |  |  |  |  |  |  |  |                    |
|                                              | Marie Amálie Saská                          |  |                    |                                          |  |  |  |  |  |  |  |                    |
|                                              |                                             |  |                    |                                          |  |  |  |  |  |  |  |                    |
|                                              |                                             |  |                    | Josef I. Habsburský                      |  |  |  |  |  |  |  |                    |
|                                              |                                             |  |                    |                                          |  |  |  |  |  |  |  |                    |
|                                              | Marie Josefa Habsburská                     |  |                    |                                          |  |  |  |  |  |  |  |                    |
|                                              |                                             |  |                    |                                          |  |  |  |  |  |  |  |                    |
|                                              |                                             |  |                    | Amálie Vilemína Brunšvicko-Lüneburská    |  |  |  |  |  |  |  |                    |
|                                              |                                             |  |                    |                                          |  |  |  |  |  |  |  |                    |
| Luisa Marie Amélie Tereza Neapolsko-Sicilská |                                             |  |                    |                                          |  |  |  |  |  |  |  |                    |
|                                              |                                             |  |                    |                                          |  |  |  |  |  |  |  |                    |
|                                              |                                             |  | Karel V. Lotrinský |                                          |  |  |  |  |  |  |  |                    |
|                                              |                                             |  |                    |                                          |  |  |  |  |  |  |  |                    |
|                                              | Leopold Josef Lotrinský                     |  |                    |                                          |  |  |  |  |  |  |  |                    |
|                                              |                                             |  |                    |                                          |  |  |  |  |  |  |  |                    |
|                                              |                                             |  |                    | Eleonora Marie Josefa Habsburská         |  |  |  |  |  |  |  |                    |
|                                              |                                             |  |                    |                                          |  |  |  |  |  |  |  |                    |
|                                              | František I. Štěpán Lotrinský               |  |                    |                                          |  |  |  |  |  |  |  |                    |
|                                              |                                             |  |                    |                                          |  |  |  |  |  |  |  |                    |
|                                              |                                             |  |                    | Filip I. Orléanský                       |  |  |  |  |  |  |  |                    |
|                                              |                                             |  |                    |                                          |  |  |  |  |  |  |  |                    |
|                                              | Alžběta Charlotta Orléanská                 |  |                    |                                          |  |  |  |  |  |  |  |                    |
|                                              |                                             |  |                    |                                          |  |  |  |  |  |  |  |                    |
|                                              |                                             |  |                    | Alžběta Šarlota Falcká                   |  |  |  |  |  |  |  |                    |
|                                              |                                             |  |                    |                                          |  |  |  |  |  |  |  |                    |
|                                              | Marie Karolína Habsbursko-Lotrinská         |  |                    |                                          |  |  |  |  |  |  |  |                    |
|                                              |                                             |  |                    |                                          |  |  |  |  |  |  |  |                    |
|                                              |                                             |  |                    | Leopold I.                               |  |  |  |  |  |  |  |                    |
|                                              |                                             |  |                    |                                          |  |  |  |  |  |  |  |                    |
|                                              | Karel VI.                                   |  |                    |                                          |  |  |  |  |  |  |  |                    |
|                                              |                                             |  |                    |                                          |  |  |  |  |  |  |  |                    |
|                                              |                                             |  |                    | Eleonora Magdalena Falcko-Neuburská      |  |  |  |  |  |  |  |                    |
|                                              |                                             |  |                    |                                          |  |  |  |  |  |  |  |                    |
|                                              | Marie Terezie                               |  |                    |                                          |  |  |  |  |  |  |  |                    |
|                                              |                                             |  |                    |                                          |  |  |  |  |  |  |  |                    |
|                                              |                                             |  |                    | Ludvík Rudolf Brunšvicko-Wolfenbüttelský |  |  |  |  |  |  |  |                    |
|                                              |                                             |  |                    |                                          |  |  |  |  |  |  |  |                    |
|                                              | Alžběta Kristýna Brunšvicko-Wolfenbüttelská |  |                    |                                          |  |  |  |  |  |  |  |                    |
|                                              |                                             |  |                    |                                          |  |  |  |  |  |  |  |                    |
|                                              |                                             |  |                    | Kristýna Luisa Öttingenská               |  |  |  |  |  |  |  |                    |
|                                              |                                             |  |                    |                                          |  |  |  |  |  |  |  |                    |